# Čegarská bitva
Čegarská bitva (srbsky чегарска битка/čegarska bitka) se odehrála 31. května 1809, během tzv. prvního srbského povstání. Srbští vzbouřenci se střetli s osmanským vojskem v blízkosti kopce Čegar, nedaleko od města Niš.
Proti 16 000 srbských sedláků, kteří plánovali obsazení Niše a dále postup směrem do oblasti Kosova a dnešní Severní Makedonie stálo 20 000 tureckých vojáků. V čele Srbů stál vojvoda Stevan Sinđelić.
Bitva skončila po dlouhém boji vítězstvím turecké armády. Tehdejší vůdce srbských povstalců Karađorđe po této bitvě musel opustit ideu, že nově vzniklý srbský stát by mohl zahrnovat i oblast okolí Niše a Leskovce.
Z těl mrtvých srbských vzbouřenců byly uřezány hlavy a pro výstrahu vsazeny do sloupu, který se nacházel na jižním okraji Niše, při cestě směrem k Cařihradu. Dodnes je tento sloup dochován jako tzv. ćele kula (věž lebek) a patří k unikátním srbským i evropským památkám.
Bitva na vrchu Čegar se stala v jižním Srbsku symbolem boje proti turecké nadvládě. Na místě bitvy se dnes nachází památník.